# El predicador Eleazar Swalmius
El predicador Eleazar Swalmius es una pintura al óleo sobre lienzo de 1637 del artista neerlandés Rembrandt, actualmente es propiedad del Museo Real de Bellas Artes de Amberes. El cuadro ha sido certificado como una auténtica de Rembrandt. El cuadro figuraba en 1727 en el catálogo de la colección del duque de Orleans como el retrato de un alcalde de Ámsterdam realizado por Rembrandt. Permaneció en posesión de la noble familia hasta 1792, cuando el duque Luis Felipe José vendió toda la colección para financiar su carrera política y saldar deudas. El cuadro pasó por varias colecciones inglesas hasta llegar a manos de los hermanos Bourgeois, marchantes de arte de Colonia, que vendieron el cuadro como un Rembrandt original al museo en 1886. El cuadro estuvo guardado durante mucho tiempo debido a las dudas que suscitaba su autenticidad.
A finales de la década de 2000, tras los trabajos de restauración realizados en el cuadro, los estudiosos lo reconocieron como un Rembrandt original. 

## Tema
Durante mucho tiempo se ha pensado que el cuadro era el retrato de un alcalde de Ámsterdam. Así figuraba en la colección del duque de Orleans en el Palais Royal de París en 1727.
Sin embargo, el cuadro representa al predicador Eleazar Swalmius, nacido en Rhoon, pero que ejercía en Ámsterdam. Rembrandt pintó este retrato en 1637, cuando el predicador tenía unos 55 años. Swalmius nació en Rhoon, hijo de Hendrick van de Swalme o Henricus Swalmius. La familia de Hendrick van de Swalme era probablemente originaria de Flandes. Su padre pasó un tiempo en Inglaterra antes de convertirse en predicador a finales del siglo XVI. Al igual que su padre, Eleazar también se hizo predicador.
Swalmius ejerció como predicador en Poortugaal y Hoogvliet, cerca de Róterdam, desde 1605, y en Schiedam entre 1612 y 1622. En 1622 se instaló en Ámsterdam, donde viviría hasta su muerte y sería enterrado en la Oude Kerk en 1652.

## Composición

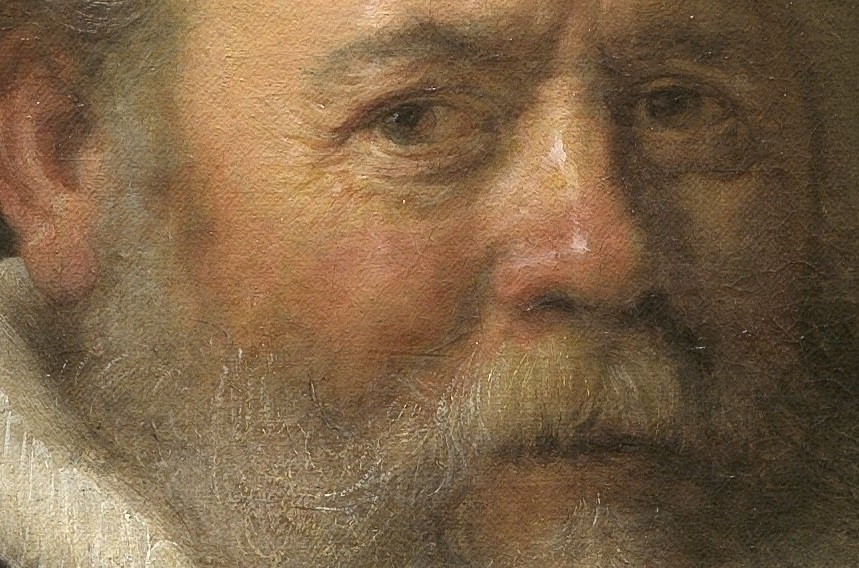
Detalle de la nariz de Swalmius

En el tenue fondo marrón, con sólo unos pocos libros apenas visibles sobre una mesa, el predicador parece ocupar un volumen imponente pero no ostentoso. Rembrandt representó al predicador de Ámsterdam casi a tamaño natural, de forma extremadamente sobria. Está sentado relajadamente en un sillón bajo de madera. Está pintado de tres cuartos. Swalmius no mira penetrantemente al espectador. El aspecto del personaje confiere al cuadro un relajado ambiente de confidencialidad. Sus ojos son amables, su nariz rubicunda. En lugar de mostrar su sabiduría, su larga barba blanca realza la amabilidad de su aspecto, especialmente para el espectador moderno. Probablemente existía una relación entre el pintor y el modelo.

## Procedencia
En el siglo XVIII, el lienzo se encontraba en el Palais Royal de París, donde se guardaba la colección de arte del duque de Orleans, hermano de Luis XIV. El cuadro se registró en 1727 en el catálogo de esta colección y se describió como el retrato de un alcalde realizado por Rembrandt. El cuadro permaneció en posesión de la familia hasta 1792, cuando Luis Felipe José de Orleans vendió toda la colección de arte para financiar su carrera política y saldar sus deudas.
El cuadro pasó por varias colecciones inglesas hasta llegar a manos de los marchantes burgueses, que vendieron la obra al Museo Real de Bellas Artes de Amberes en 1886, por 200.000 francos. El cuadro fue adquirido por el museo como un Rembrandt original.  

## Detalles
El cuadro está firmado por Rembrandt. f 1637 en la esquina superior derecha del anverso. La f significa fecit. Ya en 1969, Gerson escribió que la firma no parecía original. Como el cuadro también le parecía «demasiado soso» (manso, poco expresivo), atribuyó la obra a Govert Flinck, alumno de Rembrandt. El conservador Jeroen Giltaij escribió que, efectivamente, en el cuadro se apreciaba poco la fuerza de Rembrandt, y que la barba estaba bastante esbozada. Sin embargo, Giltaij no pudo precisar si fue Flinck quien realizó la obra. Tras la restauración, la gruesa capa amarilla de barniz resultó ser la principal culpable. Esta capa impedía a los espectadores apreciar los matices de los tonos rosados de la piel y las ropas negras del predicador. Tras la restauración, el Museo Real de Bellas Artes de Amberes invitó al experto en la obra de Rembrandt, el historiador de arte Ernst van de Wetering a estudiar y evaluar el cuadro. Éste opinó que, contrariamente a lo que Gerson había afirmado en un principio, el cuadro es un auténtico Rembrandt.  Debido a las dudas sobre su autenticidad, la obra estuvo almacenada durante mucho tiempo. Tras la confirmación de Van de Wetering, el museo decidió que la obra pasara a ocupar un lugar permanente en su colección tras su reapertura.